# Fundació Jan Michalski
La Fundació Jan Michalski o Fundació Jan Michalski per a l'escriptura i la literatura és una fundació i institució cultural suïssa de dret privat ubicada a Montricher, al cantó de Vaud. És un lloc dedicat a l'escriptura i la literatura. Va ser fundada l'any 2004 per Vera Michalski en memòria del seu marit Jan Michalski.
La fundació inclou una residència d'escriptura, inaugurada el 2013. Ofereix una gran biblioteca multilingüe de 80.000 volums, un auditori, una sala d'exposicions, un cafè literari i unes cabanes on s'allotgen els escriptors residents. La fundació atorga un premi anual, el Premi Jan-Michalski de literatura.

## Història
Vera i Jan Michalski van fundar les Éditions Noir sur Blanc l'any 1986, amb l'objectiu de crear ponts entre les cultures i literatures d'Orient i Occident. Posteriorment, l'any 2000 van fundar el grup editorial Libella, actiu a nivell europeu.
El 2002, després de la mort prematura de Jan Michalski, Vera va continuar el projecte que va donar lloc a la creació de la Fundació Jan Michalski el 2004.

## Casa de l'escriptura
La fundació inclou una Casa de l'Escriptura fundada l'any 2013 Dissenyat per Vincent Mangeat i el seu soci Pierre Wahlen, és un edifici que envoltat per un centenar de columnes de formigó blanc i que disposa d'una biblioteca, una sala d'exposicions i un auditori de 100 places, complementat el 2017 amb una residència d'escriptors.

### Biblioteca
La biblioteca de la fundació va obrir les portes el gener de 2014. Amb 14 metres d'alçària i equipada amb una estructura massissa de roure, s'organitza en cinc nivells corresponents a les diferents llengües. De lliure accés al públic, compta amb prop de vuitanta mil volums que ofereixen un panorama de la literatura moderna i contemporània. La planta superior ofereix una selecció d'obres d'artistes.

### Residència d'escriptors
La residència d'escriptors va obrir les portes l'abril de 2017. Ofereix set mòduls o cabanes que funcionen com habitatges independents, destinats a acollir escriptors en residència.

## Festival de Bibliotopia
La fundació organitza des de l'any 2018 un saló literari anual sota el nom de Festival Bibliotopia.

## Direcció
- 2014 - 2017: Pierre Lukaszewski[16]
- 2018 - Natalia Granero[17]

## Galeria d'imatges

Site
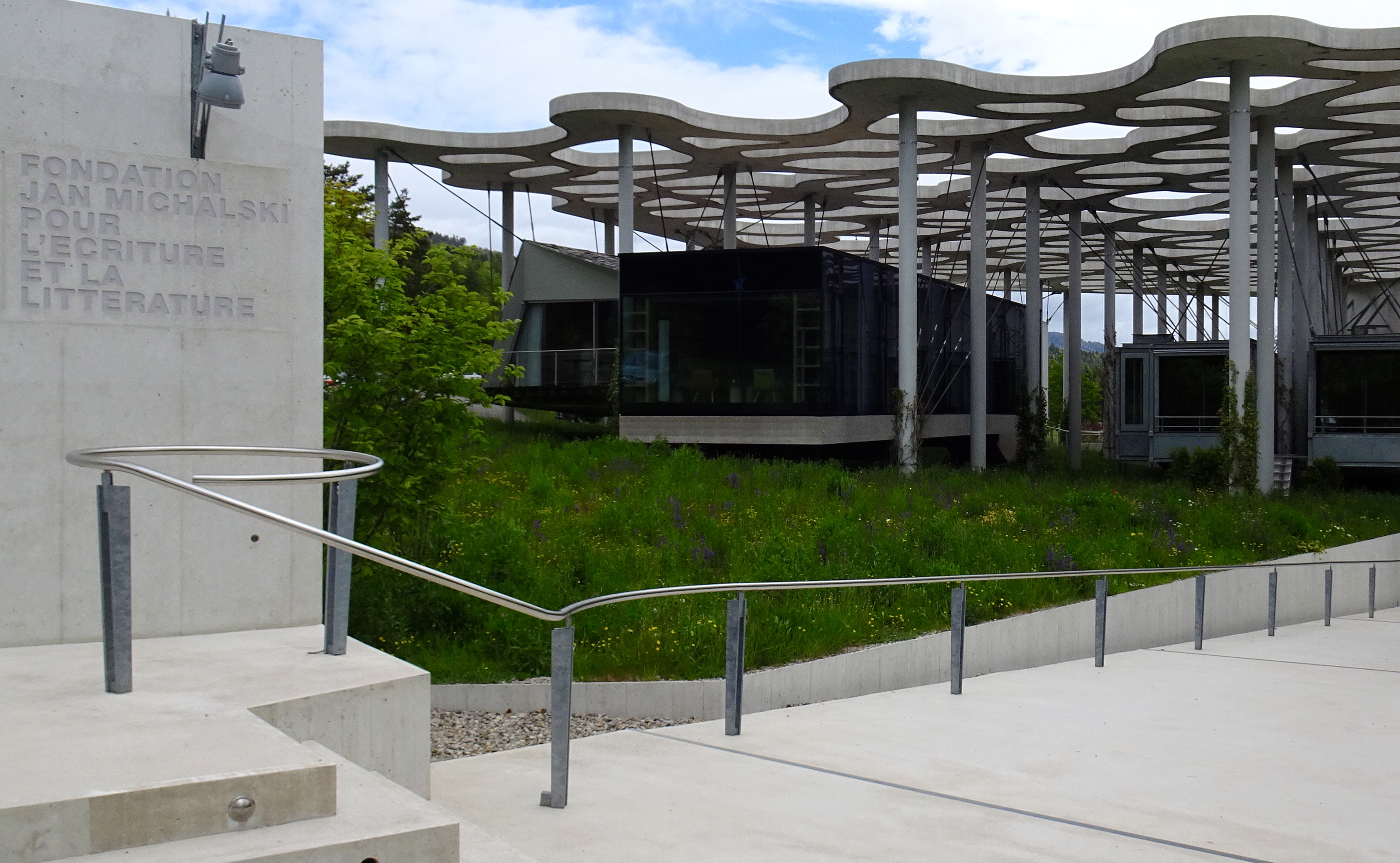
Vista general
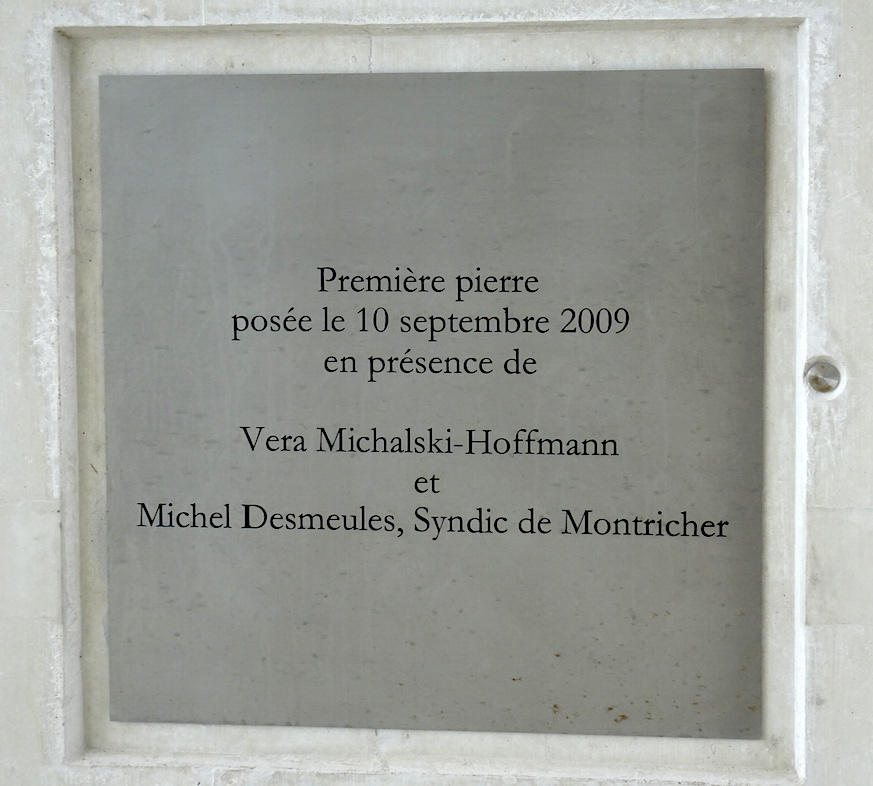
Placa d'inauguració
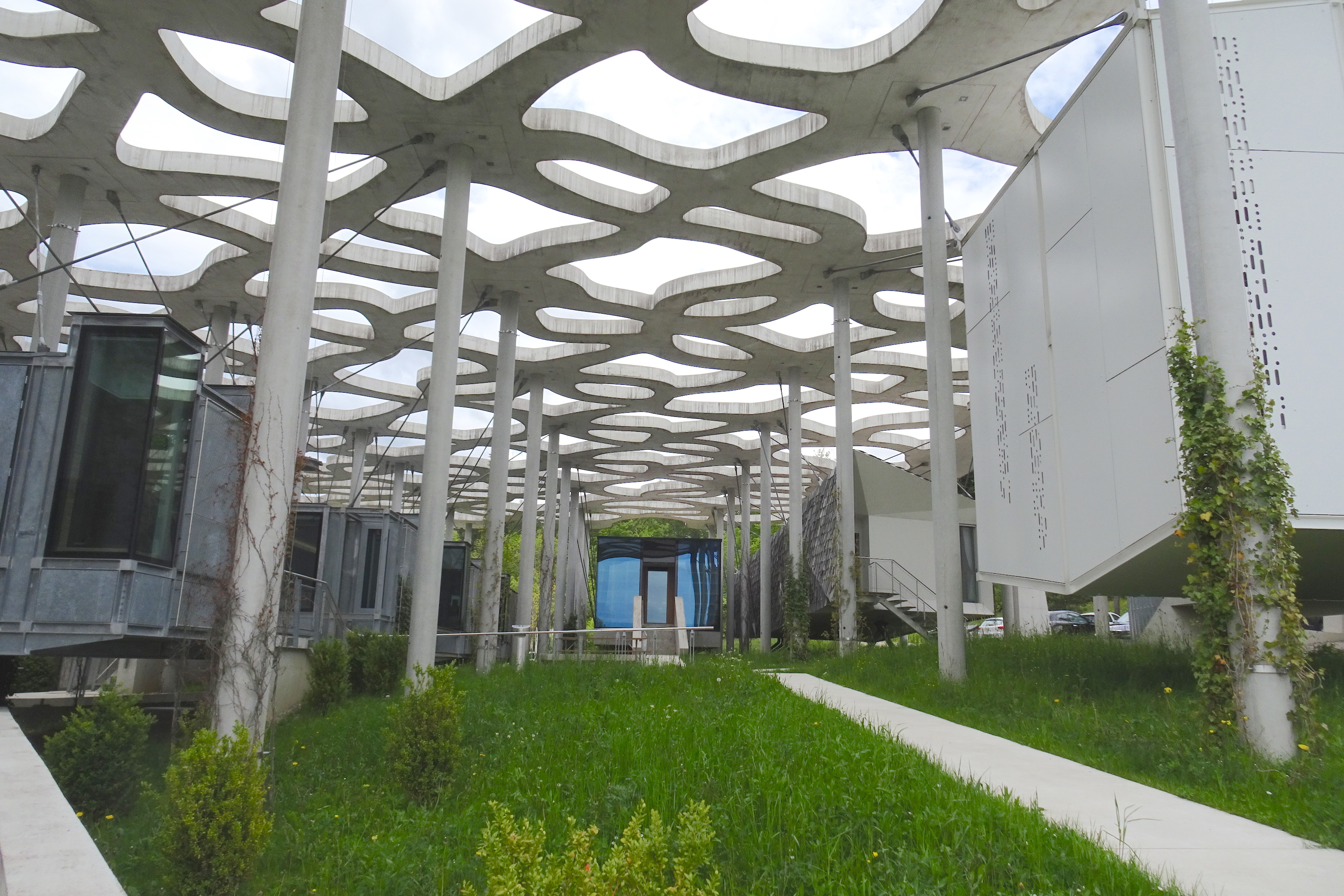
Vista del dosser